# Étienne Lenoir
Jean Joseph Étienne Lenoir (Mussy-la-Ville, Regne Unit dels Països Baixos, 12 de gener de 1822 - Saint-Maur-des-Fossés, 4 d'agost de 1900), fou un enginyer francobelga, inventor del primer motor de combustió interna.
El 1862 crea un automòbil mogut per gasolina, però només aconsegueix cobrir una distància de sis milles en sis hores.
El 1881 va rebre la nacionalitat francesa i la Legió d'Honor.
Va crear el primer motor Lenoir el 1883. Un cotxe equipat del seu motor de combustió va córrer els 18 km de París a Joinville-le-Pont i tornar en tres hores i fent tres pauses.
Va obtenir també patents per:
- la fabricació d'esmalt blanc
- millores a la galvanoplàstia
- frens elèctrics dels vagons
- la senyalització ferroviària
- l'adoberia
- les bugies del motor a combustió.

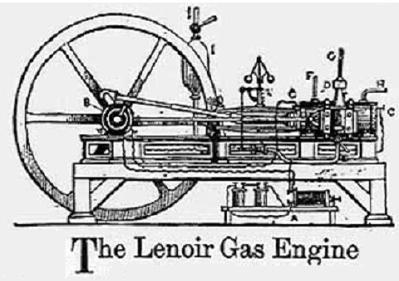
Esquema del motor a gas de Lenoir
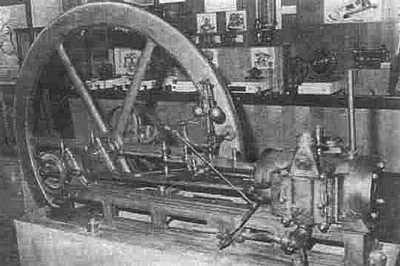
Motor a gas de Lenoir al Musée des arts et métiers de Paris